# Московский (Мартыновский район)
Моско́вский — хутор в Мартыновском районе Ростовской области.
Входит в состав Новоселовского сельского поселения.

## Физико-географическая характеристика
Хутор расположен на юге центральной части Мартыновского района, по правой стороне балки Мокрая Ряска (левый приток реки Сал), на высоте 26 метров над уровнем моря. Рельеф местности — холмисто-равнинный. На северо-западе граничит с хутором Степной. На две неравные части хутор разделяет Донской магистральный канал. Почвы — чернозёмы южные.
По автомобильной дороге расстояние до Ростова-на-Дону составляет 220 км, до районного центра слободы Большая Мартыновка — 18 км.

### Климат
Климат умеренный континентальный (согласно классификации климатов Кёппена-Гейгера — Dfa). Среднегодовая температура воздуха положительная и составляет + 9,8 °C, средняя температура самого холодного месяца января — 4,6 °C, самого жаркого месяца июля + 23,7 °C. Расчётная многолетняя норма осадков — 468 мм. Наименьшее количество осадков выпадает в марте (норма — 30 мм), наибольшее в июне (по 47 мм) и в декабре (51 мм).

### Часовой пояс
Московский, как и вся Ростовская область, находится в часовой зоне МСК (московское время). Смещение применяемого времени относительно UTC составляет +3:00.

## История
Дата основания не установлена. Предположительно поселение было организовано после Русско-Японской войны, когда бывшим солдатам были пожалованы земельные наделы в калмыцких степях. Свое название поселение получило именно потому, что первые поселенцы решили, раз Москва им землю подарила, значит так и назовём - Московский. Один из основателей Лопатин Фёдор Терентьевич 1870г рождения. Родился на Брянщине. Отслужил действительную, повторно был призван на Русско-Японскую. Позже был участником Первой Мировой Войны, попал в плен, бежал. В годы Великой Отечественной проводил на фронт четырёх сыновей. Все погибли. Во время оккупации в его доме немцы устроили штаб. А в сарае все это время семья Лопатиных прятала трех советских разведчиков, у которых были убиты кони и они прибежали в поисках укрытия прямо перед входом частей вермахта в поселение. Согласно Всесоюзной переписи населения 1926 года население хутора составило 964 человека, из них великороссов - 953. На момент переписи хутор входил в состав Немецко-Потаповского сельсовета Романовского района Сальского округа Северо-Кавказского края.
В 1930-е хутор Московский включён в состав Калмыцкого района, являлся центром Московского сельсовета. В марте 1944 года в связи с ликвидацией Калмыцкого района Ростовской области Московский включён в состав Мартыновского района. В июне 1954 года Московский сельсовет был ликвидирован, хутор включён в состав Кировского сельсовета. В декабре 1957 года хутор включён в состав Новосёловского сельсовета.

## Население
Динамика численности населения
| 1926 | 1989 |
| ---- | ---- |
| 964  | ≈350 |

| 2010 | 2013 |
| ---- | ---- |
| 242  | ↗263 |

## Улицы
На хуторе имеется одна улица: Московская